# Бельюс
Бельюс (валенс. Bellús, ісп. Bellús) — муніципалітет в Іспанії, у складі автономної спільноти Валенсія, у провінції Валенсія. Населення — 373 особи (2010).

## Географія
Муніципалітет розташований на відстані близько 320 км на південний схід від Мадрида, 60 км на південь від Валенсії.

## Демографія
Динаміка населення (INE ):

## Галерея зображень

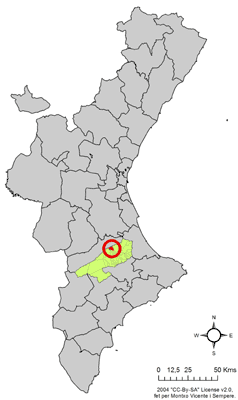
Розташування муніципалітету Бельюс у автономній спільноті Валенсія
Розташування муніципалітету Бельюс у комарці Вальє-де-Альбайда